# Periclimenaeus zanzibaricus
Periclimenaeus zanzibaricus är en kräftdjursart som beskrevs av Bruce 1969. Periclimenaeus zanzibaricus ingår i släktet Periclimenaeus och familjen Palaemonidae. Inga underarter finns listade i Catalogue of Life.